# Баран, Пол
Пол Александер Баран (англ. Paul Alexander Baran — Пол Бэ́ран; 8 декабря 1910, Николаев, Херсонская губерния, Российская империя — 26 марта 1964, Пало-Алто, Калифорния, США) — американский экономист. Работал в Федеральном резервном банке Нью-Йорка. Преподавал в Стэнфордском университете. Представитель неомарксистского направления в экономической науке.

## Жизнь и научная деятельность
Родился в еврейской семье. Его отец, Абрам Исаакович Баран, врач и меньшевик, переедет с женой Розалией Брауде и детьми в Вильно. Откуда семья отправится в Берлин, из которого вернется в Москву в 1915 году, но Пол же останется в Германии, чтобы окончить школу. В 1926 году он учился в Институте имени Г. В. Плеханова в Москве. Затем он вновь уезжает в Германию, для занятия сельскохозяйственными исследованиями. Баран остался в Германии при Франкфуртском институте социальных исследований, работал там ассистентом Фридриха Поллока. (Там же работал Маркузе, с которым П. Баран с тех пор будет дружен.) В дальнейшем напишет диссертацию, посвящённую проблемам экономического планирования, под руководством Эмиля Ледерера. Получил степень доктора философии в Берлине (1932).
Познакомится с Рудольфом Гильфердингом, автором книги «Финансовый капитал». Публиковался под псевдонимом «Александр Габриэль» в немецким социал-демократическом журнале «Die Gessellschaft».
После прихода нацистов к власти Баран бежит в Париж, затем в СССР и оттуда — в Польшу. Накануне подписания пакта Молотова — Риббентропа и перед самым вторжением нацистов Польшу он эмигрирует в США с польским паспортом, где поступит в Гарвардский университет и получит степень магистра, изучал экономику. Он бросит подготовку для получения докторской степени и станет работать в Брукингском институте, а затем — в Управлении по контролю за ценами и Управлении стратегических служб. Баран работал под руководством Джона Гэлбрейта в «Strategic bombing survey», посещая послевоенную Германию и Японию. Также он работал на Министерство торговли и читал лекции в Университете Джорджа Вашингтона, а затем сотрудничал в Федеральном резервном банке в Нью-Йорке, прежде чем уйти в отставку и заняться научными исследованиями.
Женился на Елене Дьяченко, в браке с которой родился сын Николай, но вскоре развёлся.
Академическая деятельность Барана в Штатах начинается с 1949 году, когда он стал преподавать в Стэнфордском университете. С 1949 года он был активным участником в формировании редакционной политики журнала левой направленности «Monthly Review», издававшимся Полом Суизи и Лео Губерманом (Джон Беллами Фостер отмечал, что Баран являлся центральной фигурой в данном издании). Баран подвергался маккартистской критике за свою защиту Кубы.
В 1957 году Полом Бараном в США, одновременно с Селсу Фуртаду в Бразилии, была выдвинута теория «догоняющего развития» — «депендьентизма» (от исп. dependiente – зависимый), утверждавшая возможность ограниченного самостоятельного развития периферийных экономик при сохранении приоритета национальных целей и задач над интересами международного капитала.
В 1960 году вместе со Суизи и Губерманом Баран посетил Кубу, что произвело на него неизгладимое впечатление. В 1962 года он совершает поездки в Москву, Иран и Югославию. Последние годы жизни Баран посвятил работе над совместной с П. Суизи книгой «Монополистический капитал», так и не закончив свой труд, и Суизи заканчивал исследование в одиночку. Баран скончался от сердечного приступа.

## Вклад в экономическую теорию
Наиболее значимый вклад Барана в экономическую теорию — критическое применение понятия «экономического излишка». В результате критики, которой подвергли в начале XX века Бём-Баверк и другие экономисты трудовую теорию стоимости, буквальное марксово понимание прибавочной стоимости стало затруднительным.
Фактический излишек — это разница между общественным продуктом и реальным постоянным потреблением. Потенциальный излишек — это разница между фактически произведённым общественным продуктом и тем, что могло бы быть произведено — при условии улучшенной общественной системы. Даже фактический излишек тяжело измерить, при том, что большинство исследователей-экономистов ориентируются на капиталистические цели. Потенциальный излишек, признаёт Баран, понятие ещё более спекулятивное, поскольку зависит от ещё несуществующий модели общественного устройства. Баран использовал концепцию излишка, чтобы проанализировать экономику стран третьего мира в своём труде «Политэкономия роста». Баран совместно с Полем Суизи применили понятие излишка к современной им американской экономике в работе «Монополистический капитал».
Джон Беллами Фостер отмечал, что его «Политическая экономия роста» (1957) стала основополагающим трудом в послевоенной марксистской теории зависимости и империализма.

## Произведения
- Баран П. К экономической теории общественного развития = The political economy of growth (1957) / Перевод с английского В. Л. Кона и И. А. Соколова. — М.: Издательство иностранной литературы, 1960.
- «Монополистический капитал: исследование американской экономики и социального порядка» (Monopoly Capital: An essay on the American economic and social order, 1966, в соавторстве с П. Суизи)
- «Политическая экономия неоколониализма» (The Political Economy of Neo-Colonialism, 1975)